# GPSゴルフナビゲーション
GPSゴルフナビゲーションは、GPS（全地球測位システム）を利用したゴルフ用の距離計測器。

## 概要
ゴルファー（使用者）の現在位置やカートの位置から、グリーンやハザード、その他コース上の目印となるポイント等までの距離情報を提供する装置。PDAなどの装置コース全景が表示されるものや、主要ポイントまでの距離だけが数字で表示される距離表示専用端末など、距離情報の提供方法はさまざま。

## 特徴
ゴルファーが手に持って歩ける大きさの端末やカートに予め設置されている情報端末などにより、現在の位置からグリーン上のカップやエッジ、ハザードなど目的までの距離や自身のショットの飛距離などが計測もしくは表示されるシステムや装置を指す。プレーヤー（使用者）は、プレーの際に次のショットを行う位置まで持って行くことで、目標となる地点までの実際の残り距離を計測することができ、機器やシステムによっては自身の飛距離なども計測できる。同様の距離計測装置として、レーザー距離計などがある。機種によっては、飛距離計測機能や、スコアを管理機能、ロギング（記録機能）などを保有するものがある。